# Francesco Patavino
Francesco Patavino (Nachname auch da Santa Croce, Santacroce oder Pandulfis) (* um 1487 oder 1497 in Padua; † eventuell 1556 in Loreto) war ein italienischer Komponist und Geistlicher der Renaissance.

## Leben
Francesco Patavino wurde gegen Ende des 15. Jahrhunderts in Santa Croce, einem Vorort von Padua, geboren. Mitunter wird sein Geburtsjahr auch mit 1478 angegeben, dabei dürfte es sich um einen modernen Irrtum handeln. Details über seine Jugend und musikalische Ausbildung sind nicht überliefert. Erstmals tritt er 1511 als Kantor und Priester an der Kathedrale von Padua in Erscheinung. Dort verblieb er bis Juli 1512, als er zum Maestro di Capella an der Kirche San Francesco in Treviso gewählt wurde. Er verblieb in dieser Position jedoch nur bis zum Juni 1513, damit verliert sich seine Spur für einige Jahre. Im April 1520 erscheint er als Kapellmeister wieder in Treviso, diesmal allerdings am Dom. Seine Anwesenheit in Treviso ist dann bis 1528 dokumentiert.
Daraufhin folgte ein Jahrzehnt mit ständigen Ortswechseln. Im Juni 1528 wechselte Patavino als Maestro di canto an die Kirche San Zanipolo in Venedig, dort blieb er jedoch nur bis April 1529, dann wurde er Kapellmeister an der Kathedrale von Chioggia. Im März 1531 reiste er erneut weiter, diesmal an den Dom von Udine, wo er anfangs nur ein einfacher Sänger war, aber auch für die Abfassung nicht näher bezeichneter Gesangsbücher (nicht zwangsläufig mit seinen eigenen Kompositionen) verantwortlich war. Auch in Udine blieb Patavino nicht lange, im Juli 1533 reiste er nach Gemona weiter, wo er die Dommusik leitete. Seine Abreise aus Udine war von Konflikten mit dem Stadtrat geprägt – Patavino hatte Pfründe aus einer Kapelle, für die er verantwortlich war, an einen lokalen Priester weitergegeben und wurde deswegen der Simonie verdächtigt. Die folgende Auseinandersetzung zog sich bis 1537 hin. Im Sommer desselben Jahres reiste Patavino aus Gemona ab und kehrte nach Treviso zurück, wo er wieder als Kapellmeister tätig war. In Dokumenten aus Treviso ist er bis 1551 nachweisbar, danach verliert sich seine Spur. Laut einer Notiz des zeitgenössischen Paduenser Chronisten Bernardino Scardeone (De antiquitate urbis Patavii) war Francesco Patavino 1556 Kanoniker an der Basilika vom Heiligen Haus in Loreto, dies ist jedoch unsicher.

## Kompositorisches Schaffen
Francesco Patavino komponierte sowohl geistliche als auch weltliche Musik. Im Bereich der Kirchenmusik ist er als ein früher Vertreter der Cori-Spezzati-Technik bedeutend, bei welcher zwei oder mehr vollständige Chöre an unterschiedlichen Orten im Kirchenraum platziert wurden, um Echos und andere kompositorische Effekte zu ermöglichen. Von seinen religiösen Kompositionen sind fünf achtstimmige (mit coro spezzato) Vertonungen von Psalmen für die Vesper, weiteres mehrere Sonntagskomplete (ebenfalls achtstimmig mit coro spezzato) und fünf Motetten (vier- oder fünfstimmig) bekannt, weitere fünf Kompositionen werden ihm durch Stilvergleiche zugewiesen.
An weltlichen Kompositionen sind von Pataviono sieben Frottolen, schlichte vierstimmige Lieder bekannt. Drei davon wurden 1526 im Libro primo de la Croce, einer für die Entwicklung dieser Liedform hin zum Madrigal bedeutenden Publikation, veröffentlicht.